# Lestelle-Bétharram
Lestelle-Bétharram (en occitano, L'Estela-Bètharram) es una comuna francesa situada dentro del departamento de los Pirineos Atlánticos y de la región de Aquitania.

## Geografía

### Comunas limítrofes
- Igon al norte.
- Montaut al este.
- Asson al oeste.
- Saint-Pé-de-Bigorre (Altos Pirineos) al sureste.

## Demografía
| 1896 | 1901 | 1962 | 1968 | 1975 | 1982 | 1990 | 1999 | 2007 |
| ---- | ---- | ---- | ---- | ---- | ---- | ---- | ---- | ---- |
| 1510 | 1437 | 1157 | 1059 | 985  | 879  | 865  | 786  | 801  |

## Cuevas de Betharam

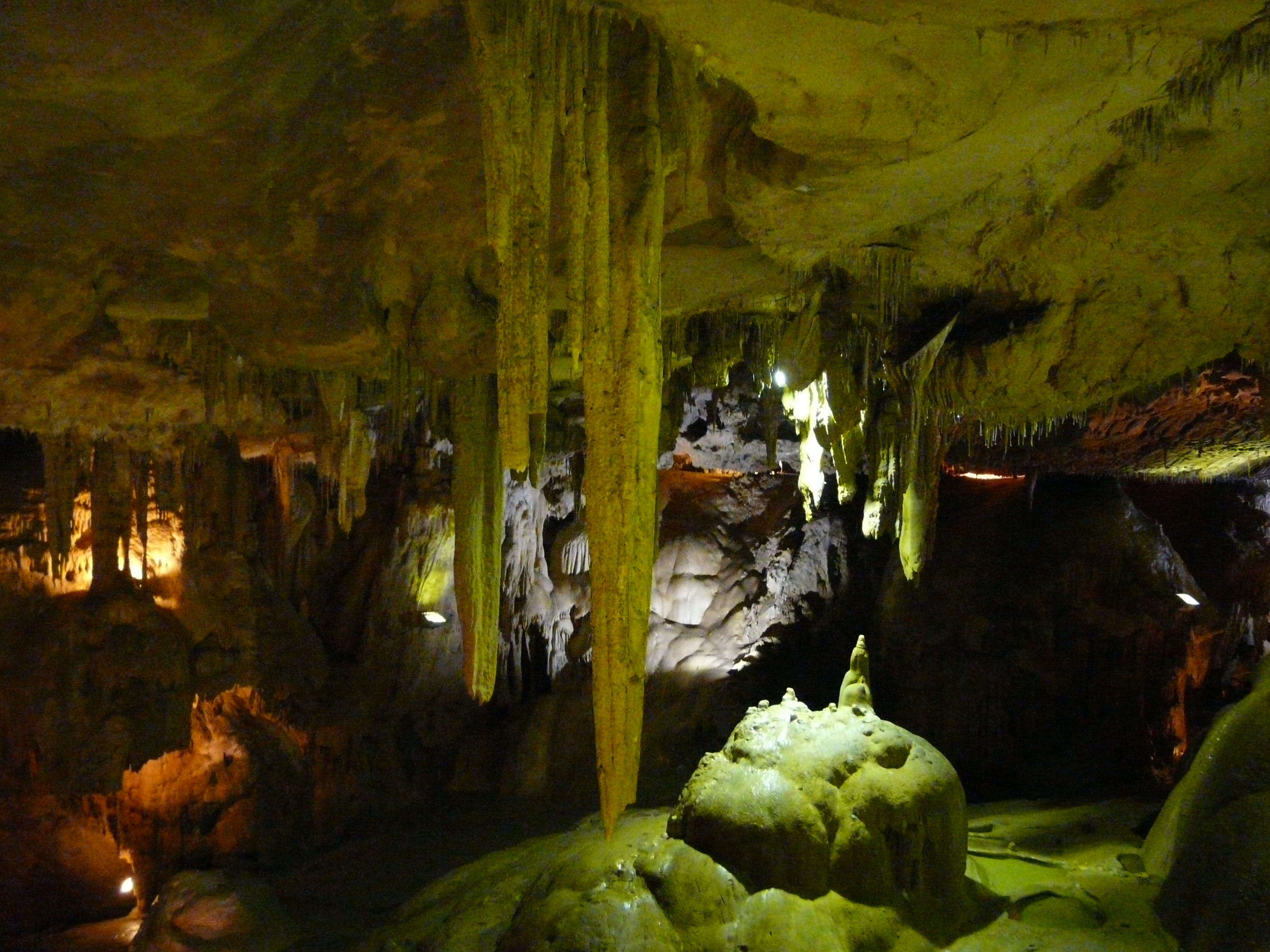
Cuevas de Betharam.

Las cuevas de Betharram son una serie de cuevas situadas en la frontera de los departamentos de Pirineos Atlánticos y Altos Pirineos.
Su influencia afecta a los municipios de Asson y Lestelle-Bétharram en los Pirineos Atlánticos y a Saint-Pé-de-Bigorre en los Altos Pirineos. Permiten a los visitantes descubrir a pie, en barco y luego en pequeño tren, la clave de la formación de cuevas similares.